# Hîjdieni, Glodeni
Hîjdieni este un sat din raionul Glodeni, Republica Moldova.

## Demografie

### Structura etnică
Structura etnică a satului conform recensământului populației din 2004:
| Grup etnic         | Populație | % Procentaj |
| ------------------ | --------- | ----------- |
| Moldoveni / Români | 3.698     | 98,22%      |
| Ucraineni          | 30        | 0,8%        |
| Țigani             | 20        | 0,53%       |
| Ruși               | 9         | 0,24%       |
| Bulgari            | 2         | 0,05%       |
| Polonezi           | 1         | 0,03%       |
| Găgăuzi            | 1         | 0,03%       |
| Evrei              | 1         | 0,03%       |
| Alții              | 3         | 0,08%       |
| Total              | 3.765     | 100%        |

## Administrație și politică
Componența Consiliului local Hîjdieni (13 consilieri), ales la 5 noiembrie 2023, este următoarea:
|  | Partid                                        | Consilieri | Componență | Componență | Componență | Componență | Componență | Componență |
|  | --------------------------------------------- | ---------- | ---------- | ---------- | ---------- | ---------- | ---------- | ---------- |
|  | Partidul Acțiune și Solidaritate              | 6          |            |            |            |            |            |            |
|  | Partidul Dezvoltării și Consolidării Moldovei | 6          |            |            |            |            |            |            |
|  | Partidul Socialiștilor din Republica Moldova  | 1          |            |            |            |            |            |            |

## Personalități

### Născuți în Hîjdieni
- Evgheni Voinovski (1946–2016), militar, chirurg și profesor sovietic și rus
- Tatiana Potîng (n. 1971), filolog, conferențiar universitar și politiciană;
- Iana Stanțieru, expertă internațională în management organizațional, industria creativă și culturală și o avocată al drepturilor femeii.